# Palais Nuñez-Torlonia
Ne doit pas être confondu avec Palais Giraud-Torlonia.
Le palais Núñez-Torlonia (en italien, Palazzo Núñez-Torlonia) est un édifice de Rome daté de 1658-1660, situé dans le rione du Campo Marzio, le long de la Via Condotti.

## Historique

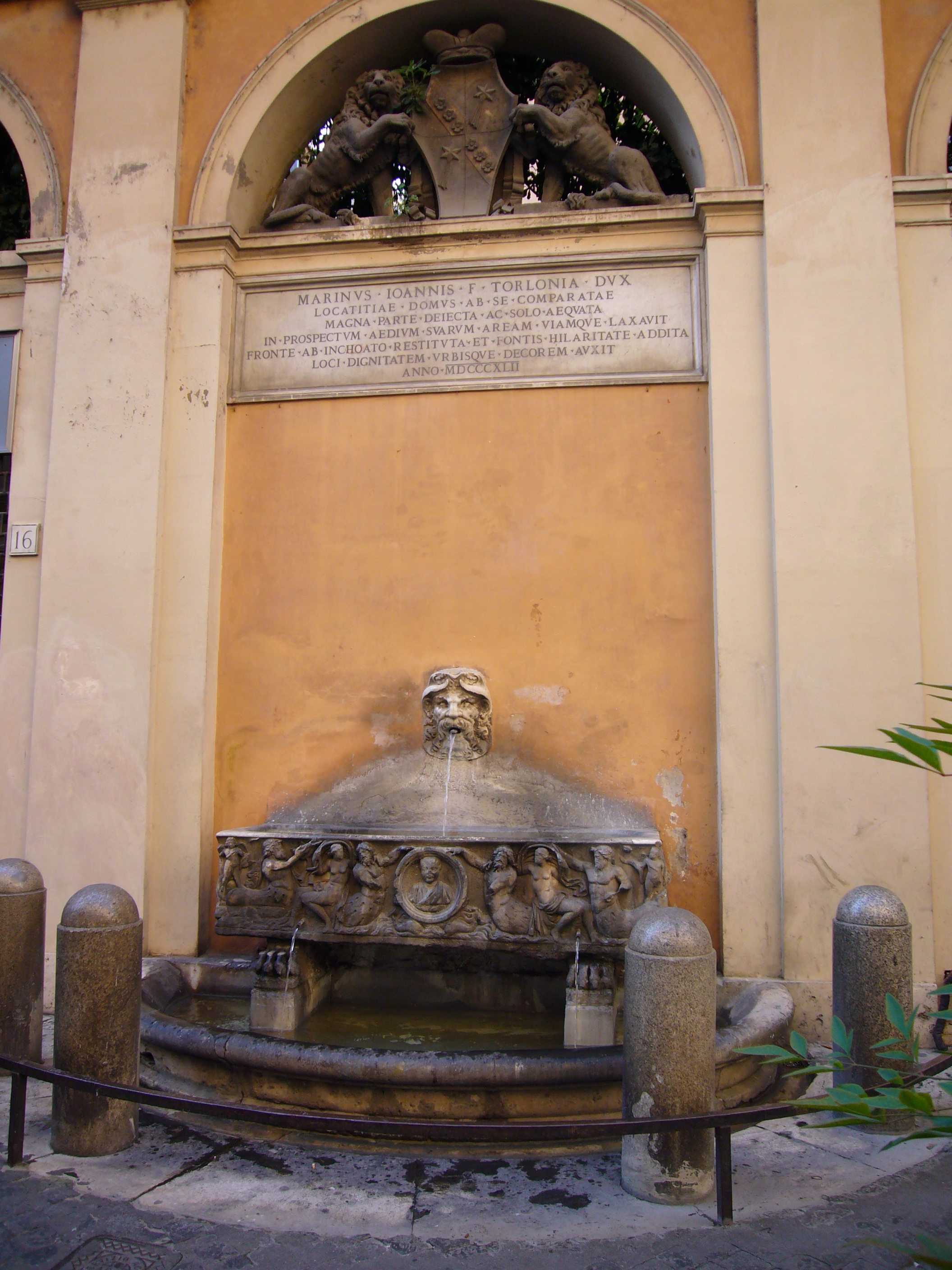
La Fontaine Torlonia, via Bocca di Leone.

Le marquis Francisco Nuñez-Sánchez fait construire, entre 1558 et 1660 par l'architecte Giovanni Antonio de Rossi un palais à l'angle des Via Bocca di Leone et Via Condotti dans le style baroque. Il appartient à partir de 1806 à Lucien Bonaparte, le frère de Napoléon Bonaparte, qui le fait réaménager par l'architecte Raffaele Stern (en). Il y installe sa collection de peinture, un catalogue mentionnant alors 130 tableaux dans 15 salles. En difficulté financière, il le cède à son frère Jérôme Bonaparte. Celui-ci en reste propriétaire jusqu'en 1837, date à laquelle il est acheté par le prince Marino Torlonia (it) (1795-1865), entrepreneur et industriel. Il fait réaménager l'ensemble de la parcelle par l'architecte Antonio Sarti, pour en faire des appartements en location. Torlonia offre à la ville la fontaine située en face du palais sur la Via Bocca della Leone la même année.

## Description
Le palais forme un bloc avec une façade uniforme, tout en respectant le principe de séparation des étages, sur le modèle de la Renaissance. Les fenêtres du rez-de-chaussée sont placés au-dessus de soupiraux du sous-sol, surmonté d'un étage noble puis d'étages supérieurs surmontés d'un entablement en encorbellement. Ses formes sont d'une sobriété rare pour un bâtiment baroque, qui rappelle le palais Farnèse. Les décors des fenêtres sont à peine marqués, si ce n'est dans les corbeaux de l'entablement supérieur et ceux des fenêtres du rez-de-chaussée.
Le palais contient des fresques de Giovanni Francesco Grimaldi peinte dans les années 1660-1670, avec la collaboration de Giacinto Calandrucci, dans des pièces situées au premier et troisième étage,.